# الوقوف على السياج
الوقوف على السياج (بالإنجليزية: Sitting on the fence)‏ عبارة إنجليزية شهيرة تصف افتقار الشخص إلى الحسم عند اختياره الحياد أو التردد في الاختيار بين جانبي النقاش أو المنافسة، أو عدم القدرة على اتخاذ القرار بسبب قلة الشجاعة.